# Pallanzeno
Pallanzeno är en ort och kommun i provinsen Verbano Cusio Ossola i regionen Piemonte i Italien. Kommunen hade 1 148 invånare (2018).